# 秦岭路站 (洛阳市)
秦岭路站是洛阳轨道交通1号线的地铁车站，位于中华人民共和国河南省洛阳市涧西区中州西路与秦岭路交叉口，于2021年3月28日开通。

## 车站结构

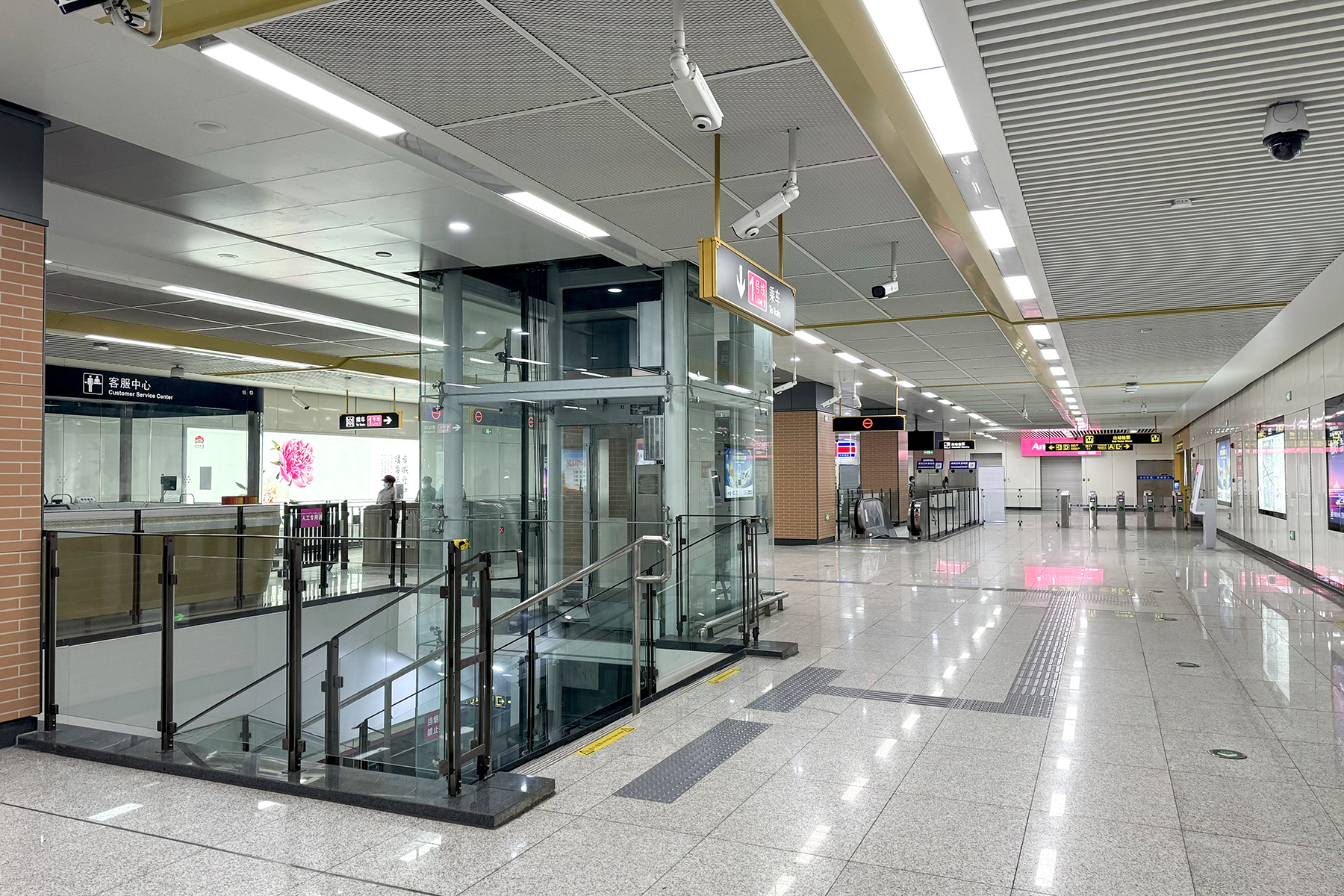
站厅

秦岭路站位于中州西路与秦岭路交叉口，沿中州西路设置，呈东西走向，为地下两层岛式站台车站，车站长194米，标准段宽19.7米，车站地下一层为站厅层，地下二层为站台层，站台设置全高站台门。
| 地面              | 出入口 | A、B1、B2、C、D出入口                                                                               |
| 地下一层          | 站厅   | 客服中心、自动售票机、验票机                                                                        |
| 地下二层          | 站台   | \| \| \| █ 1号线往红山（谷水） \| \| 島式 · 開左邊车门 \| \| \| \| \| \| █ 1号线往杨湾（武汉路） \| |
|                   |        | █ 1号线往红山（谷水）                                                                               |
| 島式 · 開左邊车门 |        | |
|                   |        | █ 1号线往杨湾（武汉路）                                                                             |

## 出入口
秦岭路站共设5个出入口，各出口及周围设施如下所示：
| 出口编号            | 照片 | 地点                           | 可到达目的地                                     |
| ------------------- | ---- | ------------------------------ | ------------------------------------------------ |
| A · 出口            |      | 中州西路（南），秦岭路（东）   | 河南柴油机重工有限责任公司                       |
| B · 1 · 出口        |      | 建设路（南），秦岭路（西）     | 发电厂家属院，河柴秦岭小区                       |
| B · 2 · 出口        |      | 中州西路（南），建设路（北）   | 永邦大厦，亚威金地苑                             |
| C · 出口 · （设有） |      | 中州西路（北），秦岭北路（西） | 中州西路小学，裕丰花园，中信重工机械股份有限公司 |
| D · 出口            |      | 中州西路（北），建设路（南）   | 金桂苑，谷水小区                                 |
| 图例： 设有         |      |                                |                                                  |

## 接驳交通

### 公交车
- 秦岭路中州西路：14路，208路，702路
- 谷水东：31路，35路延长线，43路，60路，69路，72路，72路区间，82路，101路，101路夜，207路，701路，703路，706路，990路

## 历史
本站工程名与正式站名均为秦岭路站，以车站横跨的秦岭路命名。
- 2018年11月21日，车站主体结构封顶[4]。
- 2021年3月28日，车站随1号线通车开通[1]。